# Zeven wijzen van Mexico
De zeven wijzen van Mexico (Spaans: Siete Sabios de México) was de naam voor een groep invloedrijke Mexicaanse intellectuelen.
De naam is een verwijzing naar de zeven wijzen van het oude Griekenland. De uitdrukking werd gepopulariseerd door de schrijver en politicus Luis Calderón die in 1950 een boek met die titel schreef, maar de benaming was al ouder. De zeven wijzen waren de oprichters van de Sociëteit van Conferenties en Concerten (Sociedad de Conferencias y Conciertos) die in 1916 was opgericht, teneinde culturele bewustwording onder studenten te bevorderen. De groep staat dan ook wel bekend als de 'generatie van 1915'. De meesten van hen werden geassocieerd met de Nationale Autonome Universiteit van Mexico (UNAM) en zijn bepalend geweest voor het politieke en intellectuele klimaat in Mexico halverwege de 20e eeuw.
De zeven wijzen waren:
- Alfonso Caso, archeoloog, jurist, rector
- Antonio Castro Leal, letterkundige, rector
- Manuel Gómez Morín, politicus, econoom, rector
- Vicente Lombardo Toledano, vakbondsleider, filosoof, politicus
- Jesús Moreno Baca, jurist.
- Alberto Vázquez del Mercado, jurist
- Teófilo Olea y Leyva, jurist

Later sloten ook Narciso Bassols, Luis Enrique Erro, Daniel Cosío Villegas, Juvencio Ibarra, Miguel Palacios Macedo en Manuel Toussaint zich bij de Sociëteit aan. Zij worden echter niet tot de zeven wijzen gerekend.